# 샤를 피켈
샤를 몽진다 피켈(프랑스어: Charles Monginda Pickel, 1997년 5월 15일 ~ )은 이탈리아 세리에 B의 US 크레모네세에서 수비형 미드필더로 활약하고 있는 스위스 출생 콩고 민주 공화국의 축구 선수로 현재 콩고 민주 공화국 국가대표팀의 일원으로도 활동 중이다.

## 구단 경력
피켈은 FC 졸로투른에서 유소년 축구를 시작했다. 2011년 여름, 그는 FC 바젤의 유소년부로 이적하여 U-16에서 뛰었고 U-17과 U-18을 거쳐 2015년 U-21 팀으로 진출했다. 2015년 12월 23일, 그는 2년 반의 프로 계약을 맺었지만, U-21 팀에 남아있었다. 2016년 5월 16일, 피켈은 우르스 피셔 감독에 의해 1군으로 차출되었다. 그는 스위스 슈퍼리그 데뷔 전을 바젤 1군에서 1군으로 뛰었지만, 바젤은 루체른과의 원정 경기에서 0-4로 패배했다. 바젤은 2015-16 슈퍼리그 시즌 말에 스위스 슈퍼리그 챔피언십에서 우승했다. 바젤에게는 7번째 연속 타이틀이자 총 19번째 챔피언십 타이틀이었다.
피켈은 2016-17 시즌에 우르스 피셔 감독 하에 바젤 1군에 최종적으로 합류하였다. 비록 그는 10번의 테스트 경기에 출전하였지만, 그는 단 한번의 리그 경기만 더 출전하였고, 2017년 2월 4일에 열린 장크트 야코프 파르크 홈 경기에서 바젤이 루가노를 4-0으로 이겼을 때, 단 한번의 리그 경기만 더 뛰었다. 바젤은 3월 1일에 피켈이 클럽을 떠난다고 발표하였다. U-21 피켈은 38골을 넣으며 3골을 넣었다. 짧은 기간 동안 바젤 1군에서 피켈은 13경기에 출전하여 득점 없이 활약하였다. 이 중 3경기는 스위스 슈퍼리그에서, 10경기는 친선 경기였다.
2017년 3월 1일, 바젤은 피켈이 그라스호퍼 클럽(GC)과 계약을 맺었다고 발표했다. GC는 그가 그라스호퍼 클럽과 4년 반 계약을 맺었다고 발표했다. 피켈은 2017년 3월 5일 스위스포어아레나에서 루체른을 상대로 선발 11경기에서 그의 새로운 클럽에서의 데뷔 전을 치렀다. 그는 경기 내내 경기를 뛰었고, 경기는 1-1 무승부로 끝났다.
2019년 7월 1일, GC는 피켈이 그르노블로 이적한다고 발표했다.
2022년 7월 22일, 피켈은 세리에 A의 신생 클럽인 크레모네세에 입단한다고 발표했다.

## 국가대표팀 경력
스위스에서 태어난 피켈은 콩고 민주 공화국과 스위스 혈통을 가지고 있다. 피켈은 스위스 U-15 국가대표팀에서 한 경기를 뛰었다. 그는 2014년 9월 2일 스웨덴 U-18 국가대표팀에서 2-2로 비기면서 스위스 U-18 국가대표팀에서 미드필더로 데뷔 전을 치렀다. 그는 2015년 9월 1일 포르투갈 U-19 국가대표팀에서 1-1로 비기면서 스위스 U-19 국가대표팀에서 수비수로 데뷔 전을 치렀다. 그의 스위스 U-20 국가대표팀 마지막 경기는 2018년 3월 27일 이탈리아 U-20 국가대표팀과의 원정 경기로 피켈은 오른쪽 수비수로 출전해 스위스가 3-2로 이겼다.
피켈은 2023년 9월에 열리는 2023년 아프리카 네이션스컵 예선 경기를 위해 콩고 민주 공화국 국가대표팀에 차출되었다. 그는 2023년 9월 9일, 2-0으로 이긴 수단과의 경기에서 데뷔 전을 치렀고, 팀의 첫 골을 도왔다.